# Шаско језеро
Шаско језеро је језеро у Црној Гори близу Улциња. Количина воде у језеру варира током мјесеци, па површине језера износи до 5,5 km² и дубине до 8 m. Језеро је криптодепресија. Шаско језеро је значајно сезонско станиште птица селица. На његовој обали се налазе рушевине старог града Свача (Шаса).